# جنگیلوو
جنگیلوو (به لهستانی:  Dzięgielów) یک روستا در لهستان است که در گمینا گولشوو واقع شده‌است. جنگیلوو ۸٫۳۱ کیلومتر مربع مساحت و ۱٬۳۳۲ نفر جمعیت دارد.